# Hatay Büyükşehir Belediye Gençlik ve Spor Kulübü 2022-2023 (pallavolo)
Questa voce raccoglie le informazioni riguardanti l'Hatay Büyükşehir Belediye Gençlik ve Spor Kulübü nelle competizioni ufficiali della stagione 2022-2023.

## Stagione
L'Hatay Büyükşehir Belediye Gençlik ve Spor Kulübü disputa la stagione 2022-23 con la denominazione sponsorizzata Manas Enerji Hatay Büyükşehir Belediyespor.
Partecipa al suo primo campionato di Efeler Ligi, classificandosi al tredicesimo posto in regular season: in seguito al terremoto in Turchia e Siria del 2023 il club si è ritirato dal campionato, conservando i diritti di partecipazione alla stagione seguente; gli incontri disputati dal club nel girone di ritorno della regular season sono stati cancellati e i risultati rimossi dalla classifica.
In Coppa di Turchia, invece, non supera la fase a gironi.

## Organigramma societario
Area direttiva
- Presidente: Metin Açık

Area tecnica
- Allenatore: Ahmet Çoban
- Allenatore in seconda: Hasan Since
- Scoutman: Çağrı Mustafa Tan

## Rosa
| N° | Nome              | Ruolo | Data di nascita   | Nazionalità sportiva |
| -- | ----------------- | ----- | ----------------- | -------------------- |
| 1  | Boğaçhan Zambak   | P     | 28 febbraio 1994  | Turchia              |
| 2  | Can Ayvazoğlu     | L     | 14 settembre 1979 | Turchia              |
| 3  | Berkan Bozan      | P     | 28 maggio 1991    | Turchia              |
| 4  | Ǵorǵi Ǵorǵiev     | P     | 22 maggio 1992    | Macedonia del Nord   |
| 5  | Cafer Kirkit      | S     | 1º gennaio 2001   | Turchia              |
| 6  | Bartosz Bućko     | S     | 6 gennaio 1995    | Polonia              |
| 7  | Burhan Zorluer    | S     | 30 luglio 1996    | Turchia              |
| 8  | Furkan Aydın      | C     | 15 gennaio 1997   | Turchia              |
| 9  | İsmail Koçak      | S     | 8 dicembre 1991   | Turchia              |
| 10 | Batuhan Yurdagül  | L     | 5 febbraio 2001   | Turchia              |
| 11 | Yiğit Yıldız      | C     | 21 luglio 1999    | Turchia              |
| 12 | Fatih Uğur        | C     | 1º gennaio 1990   | Turchia              |
| 13 | Turgut Lelik      | C     | 7 maggio 1993     | Turchia              |
| 14 | Ahmet Çetinkaya   | O     | 3 novembre 1999   | Turchia              |
| 17 | Radzivon Miskevič | O     | 22 aprile 1995    | Bielorussia          |
| 18 | Zeka Kır          | L     | 26 novembre 2002  | Turchia              |
| 22 | Krystian Walczak  | O     | 8 luglio 2001     | Polonia              |

## Statistiche

### Statistiche di squadra
| Competizione     | Punti | In casa | In casa | In casa | In trasferta | In trasferta | In trasferta | Totale | Totale | Totale |
| Competizione     | Punti | G       | V       | P       | G            | V            | P            | G      | V      | P      |
| ---------------- | ----- | ------- | ------- | ------- | ------------ | ------------ | ------------ | ------ | ------ | ------ |
| Efeler Ligi      | 16    | 8       | 2       | 6       | 10           | 4            | 6            | 18     | 6      | 12     |
| Coppa di Turchia | 3     | 0       | 0       | 0       | 0            | 0            | 0            | 3      | 1      | 2      |
| Totale           | -     | 8       | 2       | 6       | 10           | 4            | 6            | 21     | 7      | 14     |

G = partite giocate; V = partite vinte; P = partite perse

### Statistiche dei giocatori
| Giocatore    | Campionato | Campionato | Campionato | Campionato | Campionato | Coppa di Turchia | Coppa di Turchia | Coppa di Turchia | Coppa di Turchia | Coppa di Turchia | Totale | Totale | Totale | Totale | Totale |
| Giocatore    | P          | PT         | AV         | MV         | BV         | P                | PT               | AV               | MV               | BV               | P      | PT     | AV     | MV     | BV     |
| ------------ | ---------- | ---------- | ---------- | ---------- | ---------- | ---------------- | ---------------- | ---------------- | ---------------- | ---------------- | ------ | ------ | ------ | ------ | ------ |
| F. Aydın     | 13         | 72         | 38         | 29         | 5          | 3                | 3                | 3                | 0                | 0                | 16     | 75     | 41     | 29     | 5      |
| C. Ayvazoğlu | 1          | 0          | 0          | 0          | 0          | -                | -                | -                | -                | -                | 1      | 0      | 0      | 0      | 0      |
| B. Bozan     | 12         | 15         | 5          | 4          | 6          | 2                | 1                | 1                | 0                | 0                | 14     | 16     | 6      | 4      | 6      |
| B. Bućko     | 12         | 142        | 112        | 15         | 15         | 3                | 37               | 33               | 2                | 2                | 15     | 179    | 145    | 17     | 17     |
| A. Çetinkaya | 7          | 8          | 6          | 1          | 1          | 2                | 6                | 5                | 1                | 0                | 9      | 14     | 11     | 2      | 1      |
| Ǵ. Ǵorǵiev   | 2          | 3          | 0          | 3          | 0          | -                | -                | -                | -                | -                | 2      | 3      | 0      | 3      | 0      |
| C. Kirkit    | 13         | 166        | 127        | 21         | 18         | 3                | 33               | 27               | 2                | 4                | 16     | 199    | 154    | 23     | 22     |
| Z. Kır       | 12         | 0          | 0          | 0          | 0          | 3                | 0                | 0                | 0                | 0                | 15     | 0      | 0      | 0      | 0      |
| İ. Koçak     | 6          | 2          | 1          | 0          | 1          | 1                | 0                | 0                | 0                | 0                | 7      | 2      | 1      | 0      | 1      |
| T. Lelik     | 4          | 0          | 0          | 0          | 0          | 2                | 0                | 0                | 0                | 0                | 6      | 0      | 0      | 0      | 0      |
| R. Miskevič  | 12         | 197        | 162        | 22         | 13         | 3                | 37               | 29               | 6                | 2                | 15     | 234    | 191    | 28     | 15     |
| F. Uğur      | 13         | 67         | 41         | 24         | 2          | 2                | 1                | 0                | 1                | 0                | 15     | 68     | 41     | 25     | 2      |
| K. Walczak   | -          | -          | -          | -          | -          | -                | -                | -                | -                | -                | -      | -      | -      | -      | -      |
| Y. Yıldız    | 6          | 11         | 8          | 1          | 2          | 3                | 21               | 13               | 8                | 0                | 9      | 32     | 21     | 9      | 2      |
| B. Yurdagül  | 13         | 0          | 0          | 0          | 0          | 3                | 0                | 0                | 0                | 0                | 16     | 0      | 0      | 0      | 0      |
| B. Zambak    | 7          | 11         | 4          | 5          | 2          | 3                | 3                | 1                | 2                | 0                | 10     | 14     | 5      | 7      | 2      |
| B. Zorluer   | 11         | 68         | 55         | 6          | 7          | 0                | 0                | 0                | 0                | 0                | 11     | 68     | 55     | 6      | 7      |

P = presenze; PT = punti totali; AV = attacchi vincenti; MV = muri vincenti; BV = battute vincenti